# Berthold Kaulfuß
Berthold Kaulfuß (* 1813; † 25. März 1864 in Bromberg) war ein deutscher Beamter und Politiker.

## Leben
Kaulfuß war bis 1836 im preußischen Polizei- und Strafvollzugsdienst beschäftigt. 1836 wurde er als Nachfolger von Johann Gottlieb Baecker Bürgermeister in Nakel. Er war 1850 Mitglied im Volkshaus des Erfurter Unionsparlaments. Ab 1856 war er gelähmt und wurde nach längeren erfolglosen Behandlungen zum 1. Juli 1857 mit 320 Reichstalern Pension in den Ruhestand versetzt. Aufgrund der niedrigen Pension beantrage er mehrfach Unterstützungen, die auch gewährt wurden. Zuletzt lebte er 1864 in Bromberg.